# Hauptsturmführer

Límcové výložky SS-Hauptsturmführera.

Hauptsturmführer byla nacistická hodnost příslušníků SS, která byla užívána mezi lety 1934 až 1945. Držitel hodnosti Hauptsturmführer byl většinou ve velení roty a je považována za ekvivalent pro armádní hodnost kapitán (Hauptmann) u Wehrmachtu v Heeru i pro kapitána v zahraničních armádách. Hauptsturmführer byla hodnost, kterou drželo nejvíce důstojníků SS během druhé světové války.
Hodnost Hauptsturmführer se vyvinula ze staršího označení Sturmhauptführer, které vzniklo v roce 1928 jako hodnost jednotek Sturmabteilung (SA). Jednotky Schutzstaffel (SS) používaly hodnost Sturmhauptführer mezi lety 1930 až 1934, kdy byla během noci dlouhých nožů přejmenována na hodnost Hauptsturmführer. Hodnostní označení však zůstalo i nadále.
Hodnostní límcové označení hodnosti Hauptsturmführer bylo tvořeno třemi stříbrnými peckami a dvěma stříbrnými pruhy na černém poli a bylo nošeno na levé straně límce naproti označení jednotky. Na klasickou šedou polní uniformu SS byly přiděleny nárameníky armádního kapitána. Hodnosti Hauptsturmführer byla podřízena hodnost Obersturmführer a nadřízena Sturmbannführer.
Mezi nejznámější nositele hodnosti Hauptsturmführer patřili například nacistický doktor Josef Mengele, velitel lyonského gestapa Klaus Barbie nebo také velitel koncentračního tábora Kraków-Płaszów Amon Göth a velitel kladenského gestapa Harald Wiesmann.